# Lederhose

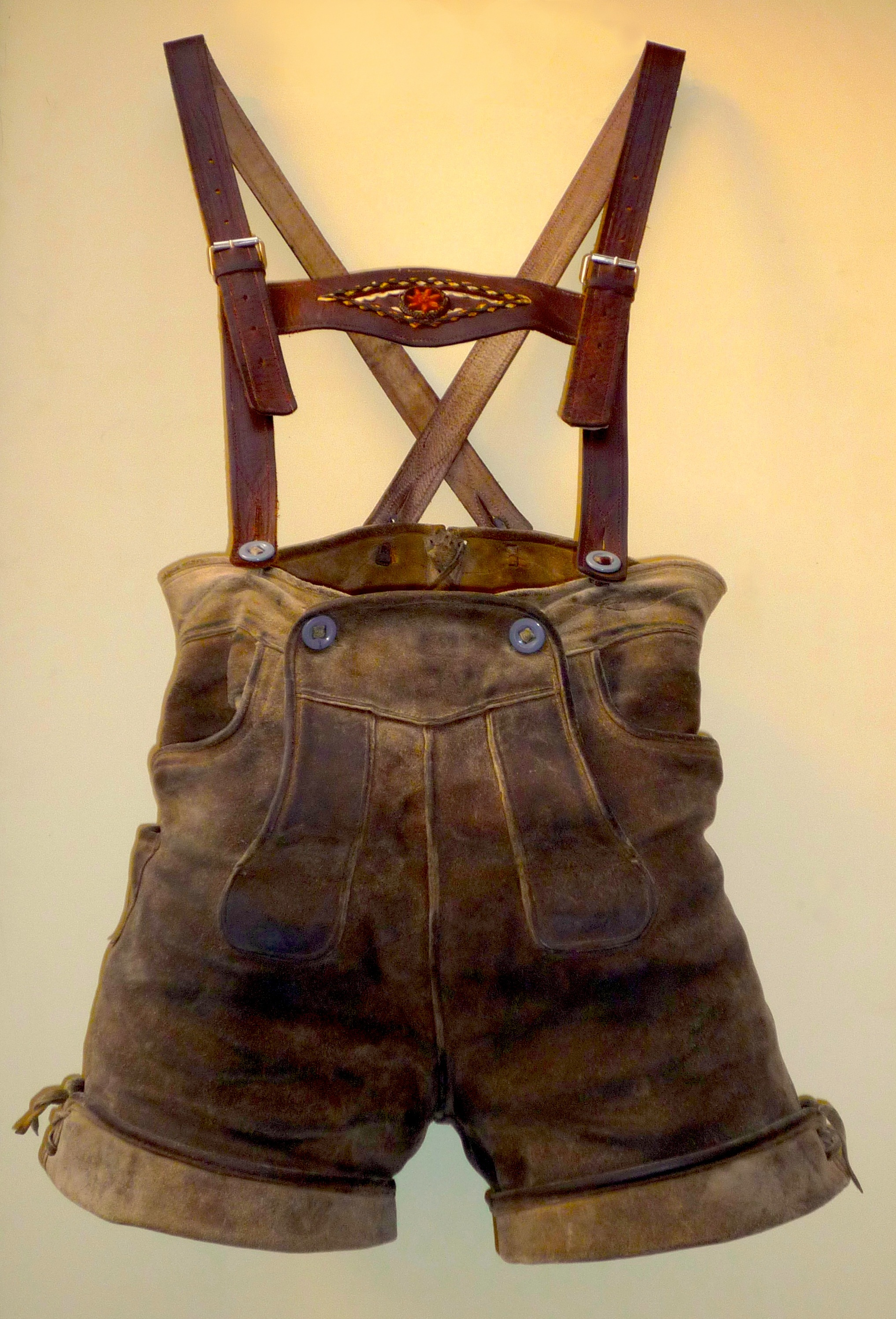
Kurze Trachtenlederhose von 1940 für Jugendlichen mit H-Trägern und umgeschlagenem Hosensaum

Eine Lederhose ist eine aus Leder gefertigte kurze oder lange Hose. Größere Verbreitung hat die Lederhose als Trachtenlederhose, als Motorradkleidung, als Ausdruck der Alternativkultur etwa in der Punk-, Rock- oder der Schwarzen Szene sowie in der Lederszene.

## Trachtenlederhose

### Geschichtliche Entwicklung

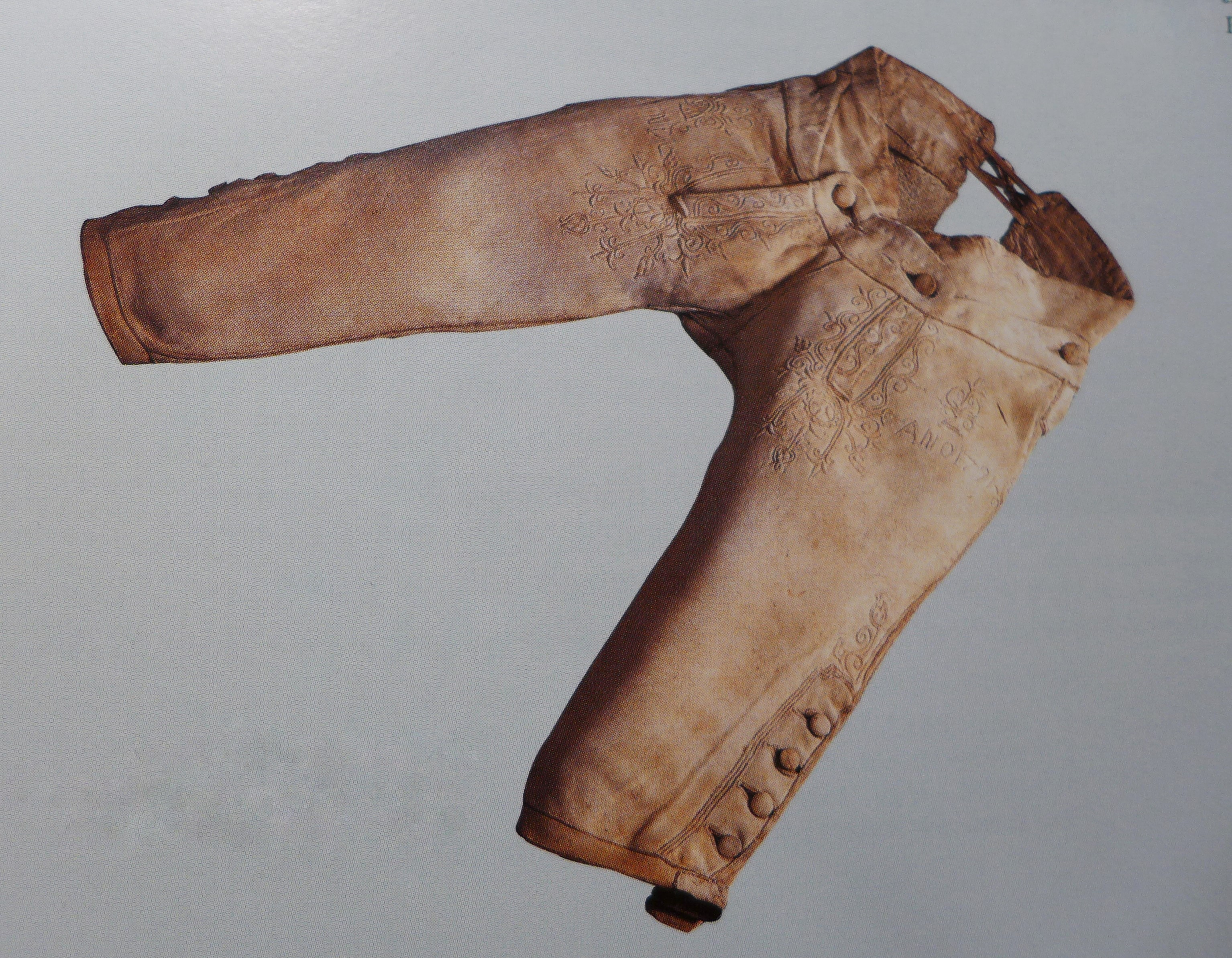
„Buggs“ (von „Bockslederne“), Bestickte Lederhose mit Latz und weitenverstellbarem Bund aus Lothringen aus dem Jahr 1791, helles Sämischleder, Culotte-Form, Musée Lorrain, Nancy; Zwar war diese Hosenform in der Französischen Revolution im Dekret vom 8. Brumaire des Jahres II (29. Oktober 1793) verboten worden, doch trug man sie auch noch während des gesamten 19. Jahrhunderts besonders an der lothringischen Mosel und an der Saar.

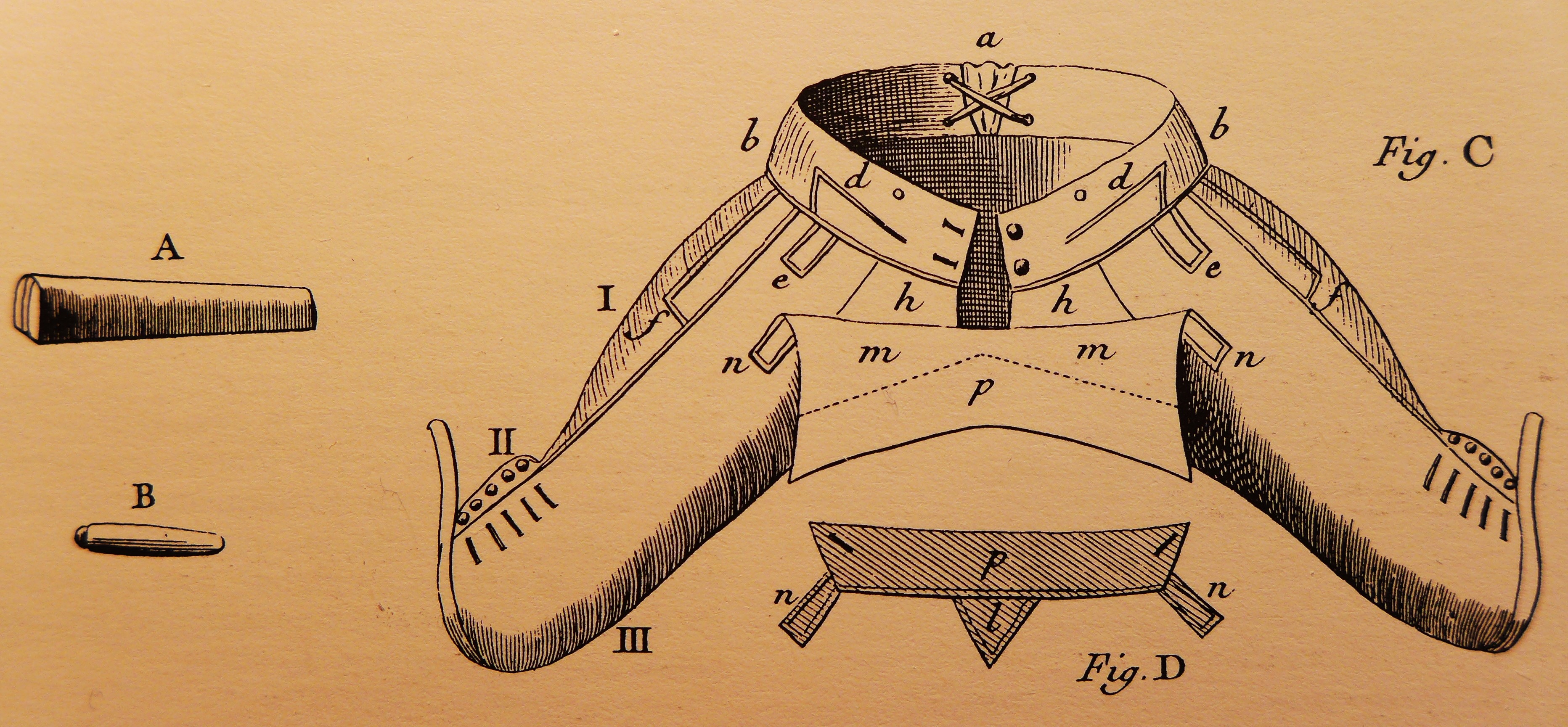
Schnittplan einer Lederhose aus dem Jahr 1769; François-Alexandre Pierre Garsault: Art du tailleur, Planche XII: La fabrication des culottes de peau.

Leder ist als strapazierfähiges Material für Hosen seit Jahrhunderten gebräuchlich, wobei die Form an die jeweilige Mode angepasst wurde. Während sich bei der städtischen Bevölkerung nach der Französischen Revolution lange Hosen durchsetzten (→Sansculottes), erhielt sich der von der französischen Culotte abgeleitete Schnitt bei der Landbevölkerung als praktische Arbeitshose für Männer und zum Teil auch für Frauen. Das Leder stammte von domestizierten Tieren, meist Hausziege oder Hausschaf, da die Jagd auf Wildtiere (wie Hirsch oder Gams) ein Privileg des Adels war. Die Hosen waren meist mit Blauholz schwarz eingefärbt und ohne Verzierungen wie Stickereien.

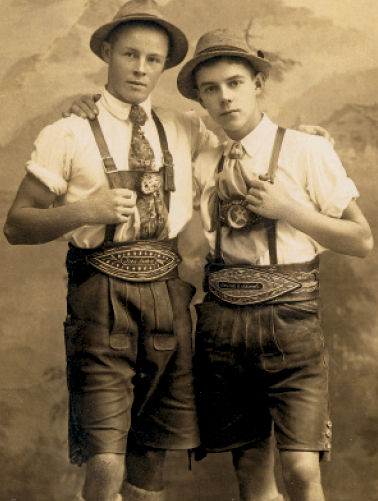
Lederhosenträger um 1890

Im Laufe des 19. Jahrhunderts wurde Leder jedoch mehr und mehr durch Loden verdrängt und auch bei der Landbevölkerung wurden die Hosen länger. Gegen Ende des 19. Jahrhunderts war die kurze Lederhose als Arbeitshose nahezu vollständig verschwunden. Der Lehrer Josef Vogl beklagte das Verschwinden dieser, wie er glaubte, „uralten“ Tracht und gründete zusammen mit fünf Stammtischfreunden am 25. August 1883 in Bayrischzell den ersten bayerischen Trachtenverein, den Verein für Erhaltung der Volkstracht im Leitzachthale. Als Vogl und seine Freunde sich bei einem Säckler kurze Lederhosen nach ihren Vorstellungen anfertigen ließen, wurden sie daraufhin bei den Einheimischen in Bayrischzell allerdings verspottet. Die Kirche bezog sofort Stellung gegen die sogenannten Kniehösler und verbot ihnen die Teilnahme an Prozessionen. Noch 1913 wurden die Kurzhosenvereine vom erzbischöflichen Ordinariat in München für sittenwidrig erklärt.
Unterstützung erhielten die Lederhosenfreunde jedoch von König Ludwig II., den Vogl per Brief auf sein Anliegen aufmerksam machte. Die Wittelsbacher waren begeisterte Verfechter der Idee einer bayerischen Volkstracht. Diese Idee entstand in der Zeit der Romantik und erfreute sich bei der Oberschicht vielerorts in Europa großer Beliebtheit. Der Adel veranstaltete „Bauernhochzeiten“, bei denen sich die Gäste als Bauern kostümierten. Die eigens dafür entworfenen Kostüme waren jedoch meist so prachtvoll, dass diese für Bauern wohl kaum leistbar waren. Auch Künstler wie der Maler Ludwig Richter verfestigten mit ihren wenig realistischen Werken bei der Oberschicht die Vorstellung einer regional differenzierten Volkstracht. Um diese Vorstellung auch in den unteren Schichten zu verbreiten, erließ bereits Ludwigs Vater, König Maximilian II., am 1. Juni 1853 eine Verordnung zur „Hebung des Nationalgefühls, insbesondere der Landestrachten“.

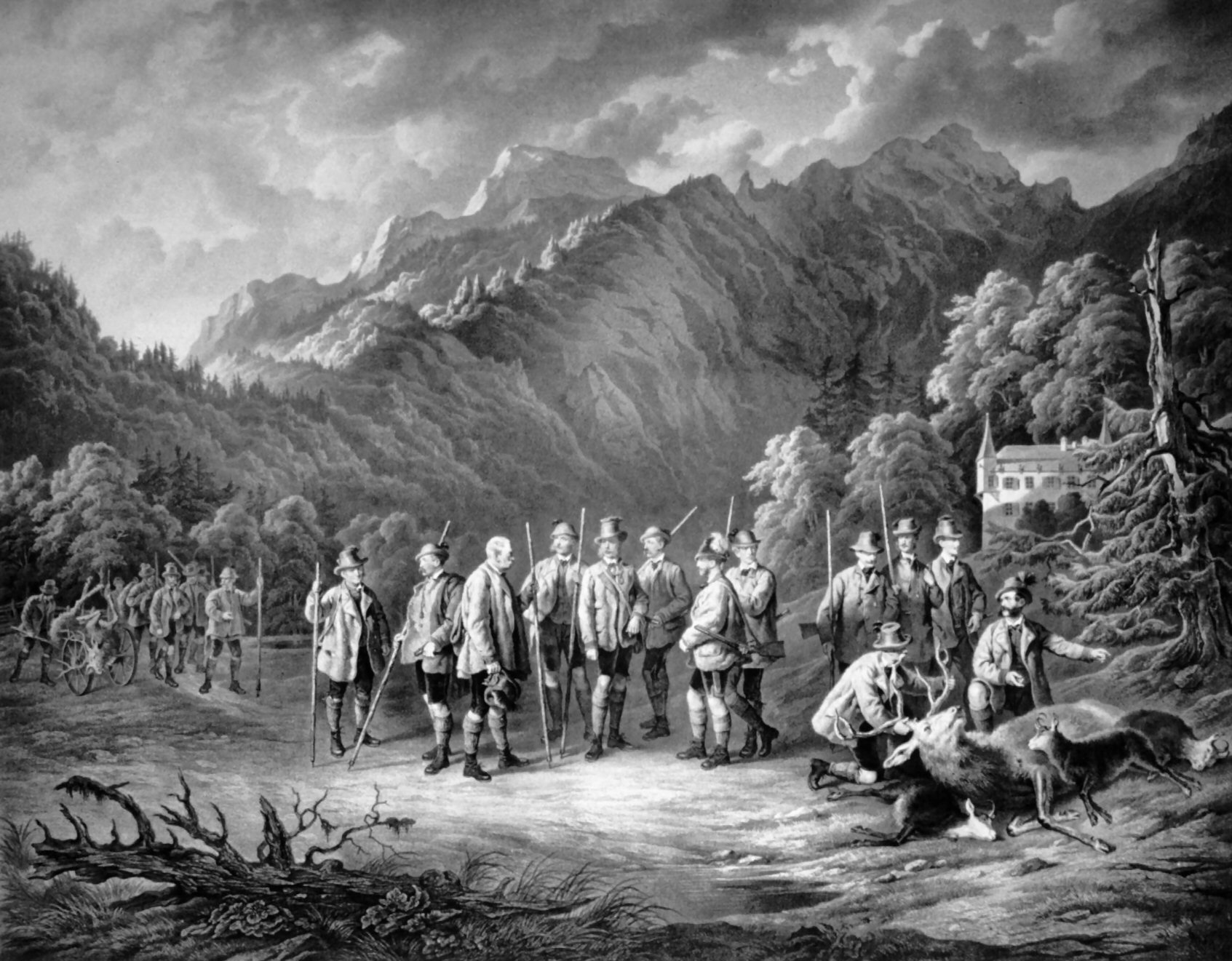
Kaiser Franz Joseph I. bei der Jagd in Lederhose, Lithographie von Josef Kriehuber, 1864

Maximilian zeigte sich bei der Jagd, wie auch der österreichische Kaiser Franz Joseph und zuvor bereits Erzherzog Johann, in graugrüner Jacke und Lederhose und stattete auch seine Jagdgehilfen mit dieser Kombination aus.
Ludwig antwortete auf Vogls Brief mit einem wohlwollenden Schreiben und ließ an alle Kreis- und Bezirksämter die Aufforderung ergehen, Vereine zur Erhaltung der Tracht zu gründen. Dies gab der neu entstandenen Trachtenbewegung großen Auftrieb, dem sich schließlich auch die Kirche beugte. In vielen Städten in Bayern (aber auch in Österreich, dort mit Unterstützung des österreichischen Kaiserhauses) entstanden Trachtenvereine, welche die Idee der Lederhose als Teil regionalen Volkstracht übernahmen. Selbst in München gründeten begeisterte Bürger einen Gebirgstrachtenverein. Damit vollzog sich endgültig der Wandel von der alpenländischen Arbeitshose zum festtäglichen Selbstdarstellungsmittel des städtischen Bürgertums. Die nunmehr hauptsächlich zu Schauzwecken getragenen Lederhosen wurden immer üppiger mit Ornamenten verziert und die Trachtenvereine begannen damit, vereinstypische Stile festzuschreiben. Jedoch erfassten die Trachtenvereine nur einen vergleichsweise kleinen Teil der Bevölkerung. Der allgemeine Durchbruch gelang der Lederhose erst nach dem Ersten Weltkrieg mit dem Aufkommen des Alpentourismus als Massenphänomen. Die Lederhose wurde zur Freizeithose für Sommerfrischler, die sich jeweils an den sich ändernden Modegeschmack anpasste.
Papst Pius XI. empfing 1924 eine Chiemgauer Männerabordnung in ihrer Gebirgskluft. Die kurze Lederhose, die Wichs, wurde dabei erstmals bei einer Audienz zugelassen und somit „salonfähig“.
Die Nationalsozialisten versuchten, die Lederhose vom alpenländischen Regionalbezug zu lösen und machten sie zu einer gesamtdeutschen Nationaltracht. Es galt, die „geerbte Vätertracht“ als „Reliquie aus alter Zeit“ gegen Vereinnahmung zu schützen. 1938 wurde Juden das öffentliche Tragen von Lederhosen verboten. Dieses Verbot wurde stückweise auf andere Volksgruppen bzw. Menschen mit anderer regionaler Herkunft, wie Polen oder Ostarbeiter, erweitert. In der Nachkriegszeit war die Lederhose in Deutschland und Österreich die beliebteste Kinderkleidung für Jungen schlechthin. Sie erhielt große Zustimmung, sowohl bei den Eltern, als auch bei den Kindern. Abgelöst wurde ihre Epoche erst durch den Siegeszug der Jeans, die wie die Lederhose ihren Ursprung in der Arbeitskleidung hatte. Im Gegensatz zur Lederhose stieß die Jeans bei der Elterngeneration jedoch meist auf scharfe Ablehnung und wurde mit Jugendrebellion in Verbindung gebracht. Mit dem Aufkommen der Rock-’n’-Roll-Musik in den fünfziger Jahren, und der damit einhergehenden Halbstarken-Bewegung, bekam die Lederhose einen ganz anderen kulturellen Hintergrund. In dieser Subkultur war das Tragen von – insbesondere schwarzen – Lederhosen sehr verbreitet. Seit den siebziger Jahren ebenso unter Rockmusikern sowie Liebhabern dieser Musik. Auch in der Punk- und Metal-Szene werden häufig schwarze Lederhosen getragen.

### Formen und Verbreitung

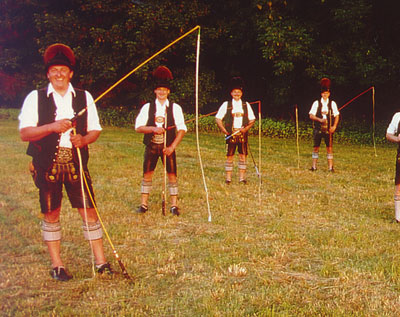
Goaßlschnalzer in der Chiemgauer Tracht mit Leinenhemd, kurzer Lederhose, Haferlschuhen, Loferl und Hut mit Gamsbart

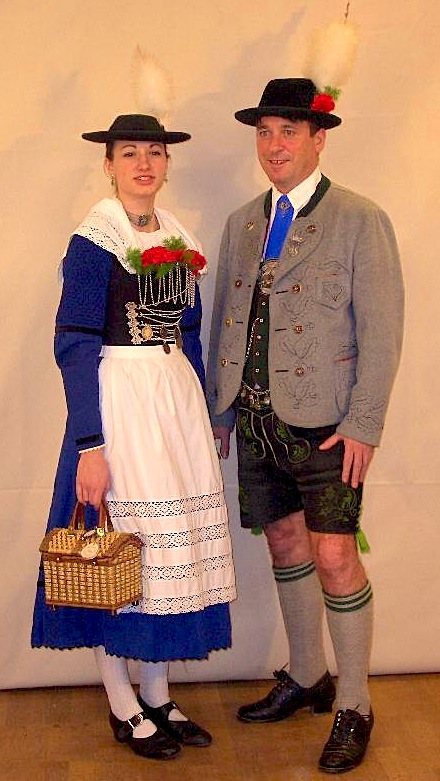
Paar in Miesbacher Tracht – der Mann trägt eine bayerische Lederhose.

Typisch für Trachtenlederhosen sind die Bestickung und der Hosenlatz, das Hosentürl, der angeblich auf die Schamkapsel, einen von 1400 bis zur 2. Hälfte des 16. Jahrhunderts in Europa allgemein üblichen Teil der Männerkleidung zurückgeht. An beiden Seiten, oder nur einseitig, meistens rechts, ist an der Lederhose üblicherweise eine Messertasche angebracht, die den Nicker, das Jagdmesser, ein anderes Messer oder ein Fuhrmannsbesteck aufnimmt.
Die Trachtenlederhose gibt es in drei Formen: 

#### Kniebundhose
Die Kniebundhose kommt von der französischen Culotte und war in ganz Mitteleuropa verbreitet. Sie wird auch Bundlederne oder (nicht ganz korrekt) Knickerbocker genannt. Eine Besonderheit, welche die Herkunft der Kniebundlederhose zeigt, ist die „Arschnaht“. Im Bereich Ostbayern, dem Salzburger Raum, Tirol und Oberösterreich wird sie oft als Tellernaht (bspw. Salzburger Teller) tellerartig über das Gesäß ausgeführt, wohingegen im Allgäu, der Steiermark und Kärnten diese Naht meist senkrecht verläuft. In der aktuellen Trachtenmode findet sich die Tellernaht häufig bei industriell gefertigten Kniebundlederhosen. Zur Bundhose trägt man lange Bundhosenstrümpfe, die man bis übers Knie hinaufzieht und dort umschlägt. Erst dann zieht man die Bundhose an, die unter dem Knie zugebunden wird, und so wird der Bundhosenstrumpf daran gehindert, aus dem Hosenbein herauszurutschen. 

#### Kurze Lederhose
Sie ist im Ostalpenraum aus der Kniebundhose entstanden. Sie wird dort zu den Gebirgstrachten getragen. Um mehr Beinfreiheit bei der Arbeit und beim Klettern in den Bergen zu haben, kürzten Holzarbeiter und Jäger die Kniebundhose. Kurze Lederhosen mit Tellernaht sind selten. Hervorzuheben ist, dass die kurze Lederhose in Deutschland nur im südbayerischen Raum am Rande der Alpen verbreitet war. Nördlich von München und im Rest Deutschlands gehörte sie nicht zur Tracht.

#### Stiefellederhose
Sie reicht mindestens bis zur Mitte des Unterschenkels und kann in die Stiefel oder die Socken gesteckt werden. Dazu gehört z. B. die Dachauer Lederhose. Sie ist eine Stiefellederhose mit sehr eng geschnittenen langen Hosenbeinen, die an den Fesseln zugebunden werden. Der Hosenbund ist sehr hoch geschnitten.

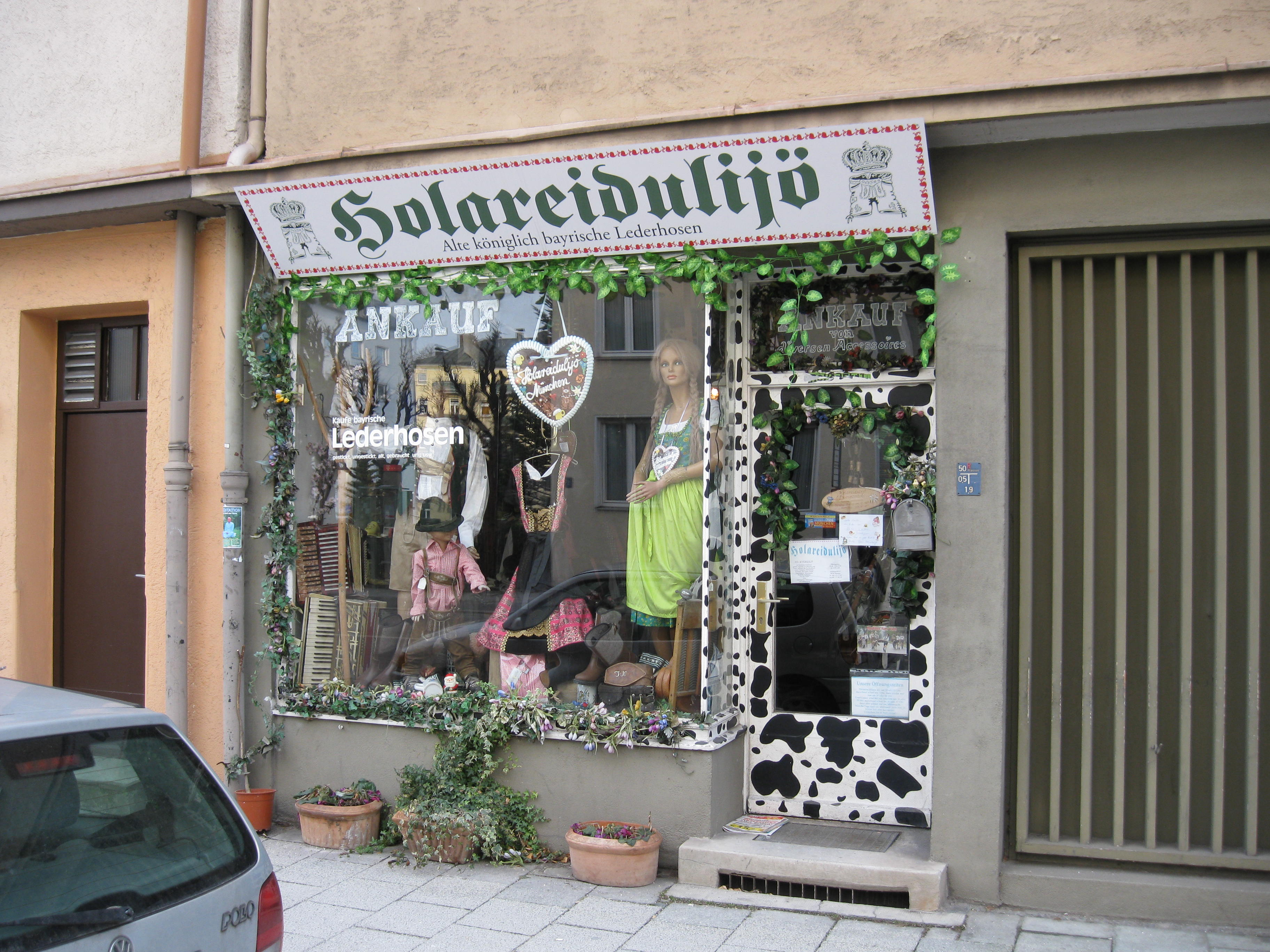
Lederhosenladen in München

Die Lederhose im Besonderen ist Teil der bayerischen und österreichischen Gebirgstracht. Während die kurzen, kniefreien Lederhosen bei der Arbeit und zur Jagd getragen wurden, ist die Kniebundhose eher eine Festtagshose. 
Zur Kniebundhose und zur Kurzen kann ein lederner Hosenträger mit vorderem Querriegel getragen werden, zuweilen auch mit einem V-förmigen Mitteleinsatz, der vorne angeknöpft ist. In Südtirol werden häufig auch Hosenträger aus Stoff getragen. Zur Kurzen werden meist Haferlschuhe getragen. Loferl (Stutzen) werden traditionell ohne Füßlinge getragen. Die in Bayern am weitesten verbreitete Form der Lederhose wird mit durchgängigen, gestrickten Kniestrümpfen zur Miesbacher Tracht getragen. 
Zuweilen wird zur Lederhose noch ein federkielbestickter Ranzen, eine Art breiter Gürtel, getragen. Sein früherer Zweck war in erster Linie die Geldaufbewahrung.
In ländlich geprägten Regionen wie dem Allgäu, dem südlichen Chiemgau, dem Bayerischen Oberland und dem Berchtesgadener Land sowie dem Salzkammergut gehört die Lederhose immer noch zur Alltagskleidung und wird nicht nur von den Mitgliedern der Trachtenvereine getragen. Die Lederhosen aus diesen Regionen sind in der Regel handgemacht und Maßanfertigungen. Sie werden mit viel Liebe zum Detail mühevoll hergestellt und sind ein Leben lang halt- und tragbar.
Im Schweizer Alpenraum gibt es Lederhosen in Appenzell und Toggenburg, wo die Sennen zur Appenzeller Sennentracht leuchtend gelbe Kniehosen tragen, im Gegensatz zu den Bauern der gleichen Gegend, zu deren Tracht dunkelbraune Tuchhosen gehören.

### Materialien
Lederhosen erfüllen verschiedene Funktionen. Um diesen gerecht werden zu können, werden verschiedene Materialien für die unterschiedlichen Einsatzzwecke verwendet. Eine Trachten-Lederhose wird in der Regel aus sämisch gegerbtem Hirschleder oder einem anderen weichen Leder hergestellt. Das Rothirschleder stammt aufgrund der verletzungsfreieren Qualitäten oft aus Australien oder Neuseeland. Bei industriell gefertigten Hosen wird oft auch so genanntes Wildbockleder eingesetzt. Dieser von der Lederindustrie favorisierte Begriff soll dem Kunden eine Herstellung aus den Lederhäuten von Alpenböcken wie Gams o.a. suggerieren. Mangels Menge dieser und der erhöhten Nachfrage zum Beispiel zum Oktoberfest gilt der Begriff Wildbock als Synonym für Haus-Ziegenleder. Anders als bei dieser Massenware aus Ziegenleder wird für etwas höherwertige Produkte Rindleder verwendet. Die Hose ist meist mit weißen, grünen oder gelben Stickereien verziert. Bei billigeren Lederhosen wird häufig Maschinenstickerei verwendet. Sie unterscheidet sich von der teureren Handstickerei vor allem dadurch, dass das Leder durchstochen wird, während es bei einer Handstickerei nur angestochen ist und sich daher die bestickten Felder reliefartig aufwölben. Ein Qualitätsmerkmal von aufwändig verarbeiteten, handgearbeiteten und dementsprechend hochpreisigen Lederhosen ist heute auch die Säcklernaht. Bei dieser Naht werden die Lederkanten nach außen sichtbar, als gelbe Naht, zusammengenäht und zusätzlich helle Lederstreifen zwischen die Lederkanten gelegt.
Die traditionelle kurze Lederhose, umgangssprachlich auch „Kurze“ genannt, ist knielang. Das ermöglicht die lauten Schnalz-Geräusche beim Schuhplatteln, einem traditionellen bayerischen und alpenländischen Volkstanz. Als Material wird heute teilweise auch Laponialeder (ein Nubukleder) verwendet.
Traditionelle Lederhosen haben eine sehr lange Haltbarkeit. Bei regelmäßigem Gebrauch wird allerdings die zunächst raue und matte Oberfläche abgenutzt. Solche älteren Lederhosen mit Speckglanz werden umgangssprachlich auch als „Krachlederne“ bezeichnet. Moderne Gerbverfahren erlauben bei vielen Lederarten mittlerweile das Waschen in der Waschmaschine, um dies zu vermeiden. Dabei gilt, je weniger Chemikalien sich im Leder befinden, desto eher ist die Lederhose waschbar (maschinenwaschbare Lederhosen).
Eine Jagdlederhose muss im Gegensatz zu einer Trachtenlederhose die Funktion eines Beinschutzes erfüllen. Da es sich hierbei im Grunde um eine Arbeitshose handelt spielt auch der Preis eine nicht unerhebliche Rolle. Aber hoch reißfest schützt sie gegen Dornen und anderen Unbill der Natur. Durch die industrielle und in der Manufaktur durchgeführte Fertigung bleibt eine Rindlederhose im bezahlbaren Rahmen. Eine weitere Anforderung an die Jagdhose ist die relative Geräuschlosigkeit und vor allem auch die Maschinenwaschbarkeit des Leders. Im günstigen Preissegment werden Ledersorten aus Büffel- oder Spaltleder verwendet, wobei Büffel nicht unbedingt billig im Sinne der Qualität sein muss. Die Qualität hängt auch sehr von der Verarbeitung des Leders in der Gerberei ab. Vor allem bei Importprodukten ist oft ein Problem mit den Zusatzstoffen im Leder und den Farben zu beachten.

## Weitere Formen

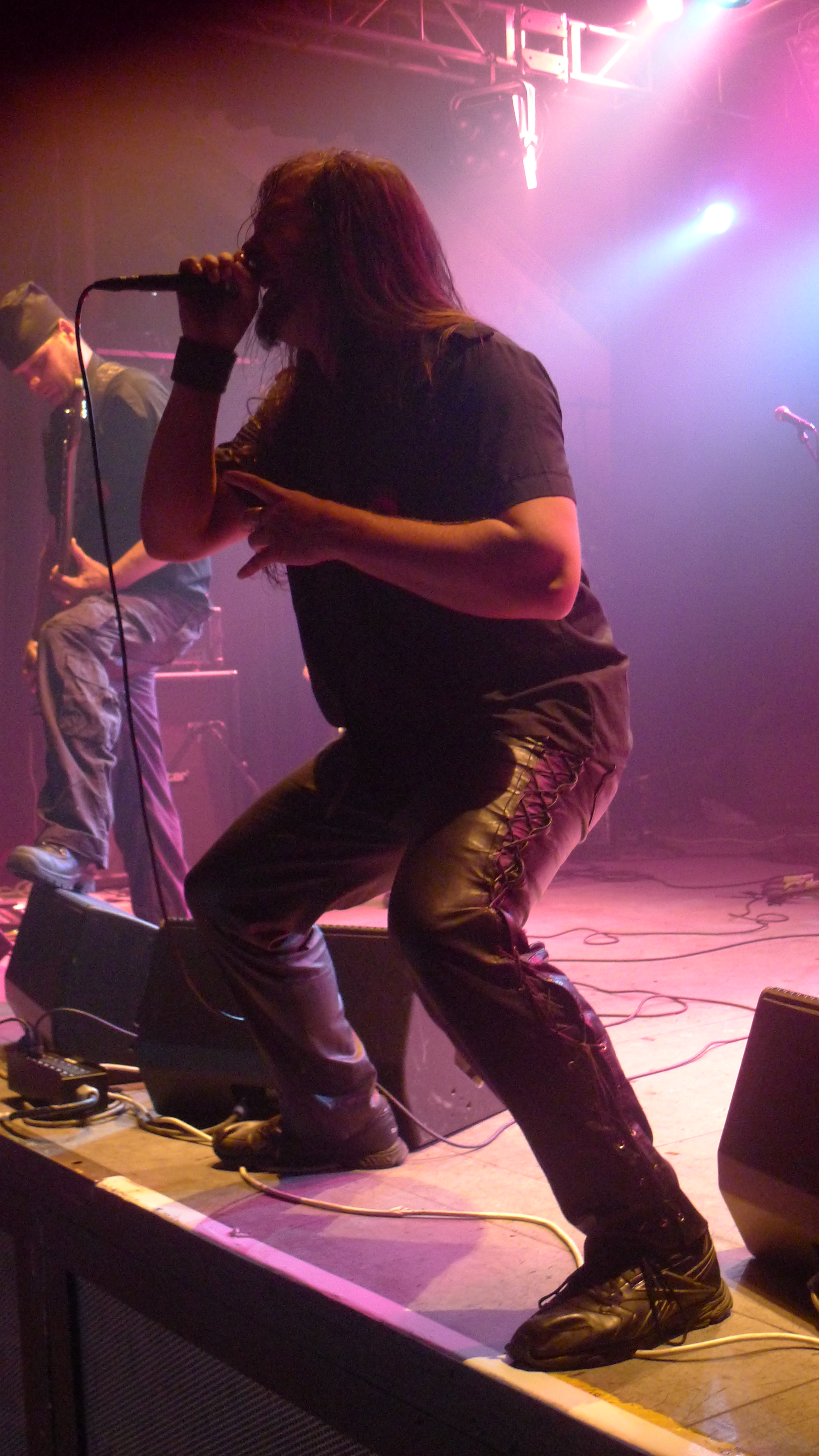
Erkki Seppänen von der finnischen Band KYPCK in einer Schnürlederhose, 2012

### Chaps
Chaps (von span. chaparajos) sind lederne Beinkleider ohne Gesäß, die Cowboys beim Reiten tragen. Die Chaps sollen die Beine vor den Hörnern der Rinder und Dornengestrüpp schützen.

### Funktionslederhosen oder Lederjeans
Lederhosen sind schon immer auch Arbeits- und Schutzhose. Die ursprünglichste davon dürfte als Jagdhose genutzt worden sein. Ötzi bediente sich der Vorteile des Leders schon vor ca. 5000 Jahren. Im Handwerk werden Varianten der Zunft aus Leder eingesetzt. Zum Reiten gibt es spezielle Reitlederhosen ohne Innennaht. Allen gemeinsam ist der Anspruch an den Schutz und die Funktion, an die das Leder und der Schnitt angepasst sind. Es gibt heute Lederjeans im typischen Five-Pocket-Schnitt, die wie Jeanshosen als ganz normale Freizeitkleidung getragen werden. Ledershorts bzw. -bermudas werden als Bundfaltenhose oder ebenfalls im Five-Pocket-Style hergestellt. Bei Lederhotpants handelt es sich um enge, kurz geschnittene Shorts.

### Dienstkleidung
Die Beamten der Polizeireiterstaffel München tragen braune Reitlederhosen. 
Mit Einführung der grün-beigen Uniform Ende der 1970er Jahre stattete die Hamburger Polizei ihre Diensthundeführer zusätzlich zur Lederjacke mit schwarzen Lederjeanshosen aus, die grundsätzlich anstelle der braunen Tuch- bzw. späteren Jeanshose getragen wurden. Bereits bei dem zuvor verwendeten Uniformmodell trugen Hundeführer eine lederne Stiefelhose, sogenannte Breeches mit hohen Lederschaftstiefeln. Von 1994 bis 2000 wurden auch sogenannte Schnürlederhosen mit reflektierendem Streifen im Bereich der Schnürung an die hundeführenden Beamten ausgegeben. Mit Einführung der blauen Uniform behielt man Lederhosen im normalen Lederjeansschnitt, wahlweise zur normalen Uniformcargohose bei. Ab Herbst 2018 ersetzte man die Lederhosen der Hundeführer, zeitgleich mit den allen Beamten zur Verfügung stehenden Lederjacken. Auch die Hundeführer der Hamburger Hochbahnwache und die Mitarbeiter des Hundekontrolldienstes trugen teilweise Lederjeanshosen im Dienst. Bis zur Abschaffung der dortigen Hundestaffel fanden sie auch beim Sicherheitsdienst am Flughafen Hamburg Verwendung.

### Kinder- und Jugendbekleidung
Als Alltagskleidung für Jungen im Schulalter bis ca. zum 16. Lebensjahr wurde die kurze Lederhose wahrscheinlich am Anfang des 20. Jahrhunderts von den Wandervögeln eingeführt. Die traditionelle Trachtenlederhose wurde dabei meist aller aufwendigen Dekoration beraubt und auf das Wesentliche reduziert.

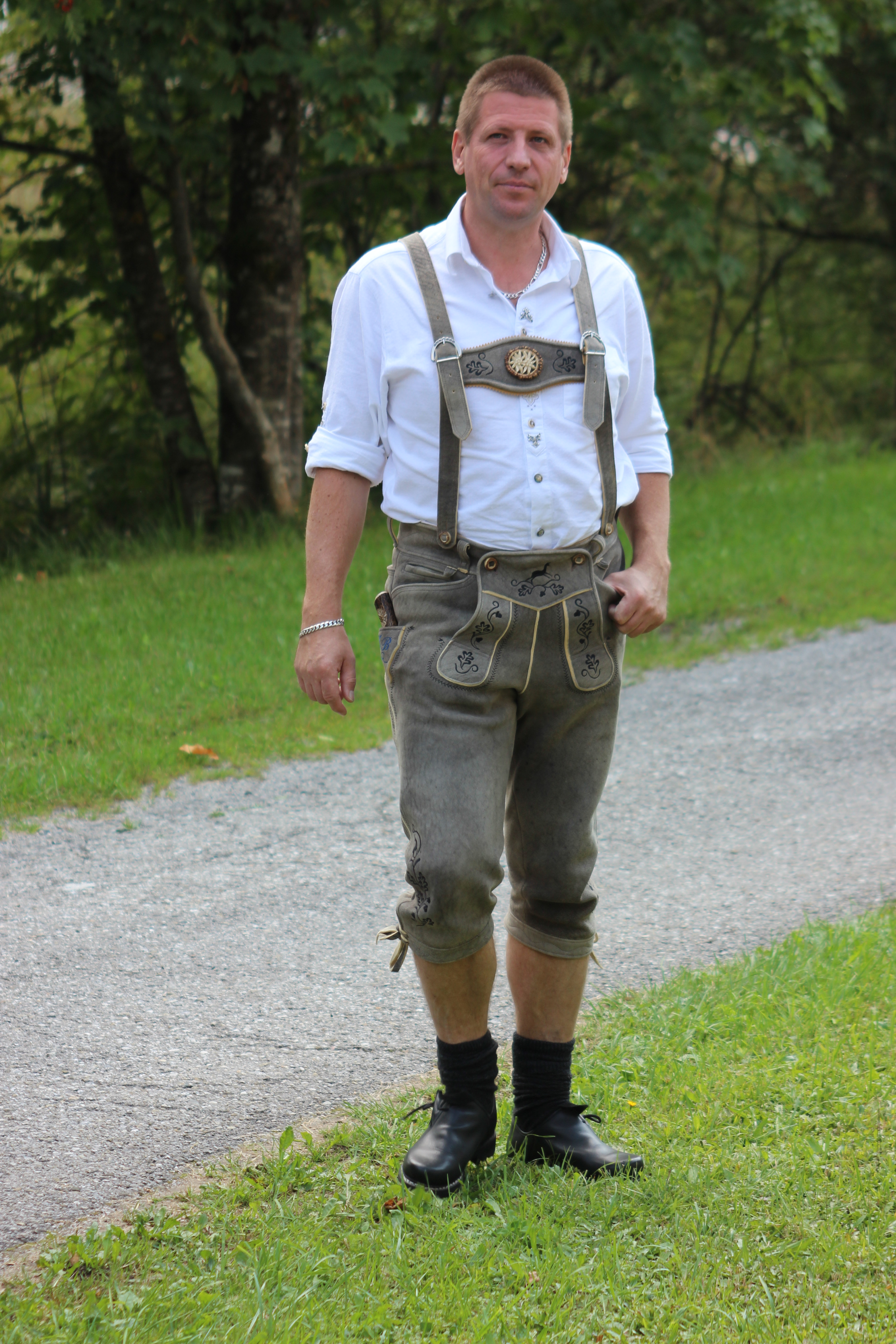
Knopflatz Lederhose

Nach dem Ersten Weltkrieg kam sie allmählich in ganz Deutschland in die Mode und wurde vor allem nach 1945 populär. Die kurze Lederhose verschwand erst mit dem Aufkommen der Jeans in den siebziger Jahren fast vollständig, scheint sich allerdings in den letzten Jahren vor allem in Bayern in Verbindung zur Tracht auch außerhalb des Oktoberfestes wieder einer bescheidenen Neubelebung zu erfreuen.
Die „klassische“ kurze Burschenlederhose ist meist in grauem Rohleder oder auch in grünem Glattleder angefertigt. Sie besitzt an der Vorderseite nicht den bei ‚normalen‘ Hosen üblichen schmalen zentralen Schlitz, sondern zeichnet sich durch den charakteristischen großen auskurvenden Latz aus, der sich über fast die ganze Breite erstreckt, an der Unterseite an die Hose festgenäht ist und oben auffallenderweise nur durch zwei – als besonderes Merkmal auf gewisse Entfernung nebeneinander anstatt übereinander platzierte – große Knöpfe an den Ecken verschlossen wird. In dieser Hinsicht hat sie das wichtigste Merkmal der bis ins neunzehnte Jahrhundert allgemein üblichen nichtledernen langen Hosen beibehalten, die sich im Zeitalter der Französischen Revolution und Napoleons auch durch einen Latz anstatt eines Schlitzes auszeichneten.
Die beiden vorderen Taschen beiderseits des Latzes sind oft mit Eichenlaub geziert. Dazu kommt meist weiter unten zur Rechten mittig auf dem Seitennaht eine kleinere zugespitzte Tasche für ein Taschenmesser. Die Hosenbeinenden, die mit kleinen Schnürbändchen – wohl ein dekorativer Überrest der Kniebänder von Kniebundhosen – ausgestattet sind, werden meistens umgekrempelt. Hinten ermöglicht ein zentraler Zwickel, die Bundweite der Lederhose etwas zu verringern oder zu vergrößern, und damit einem zu- oder abnehmenden Bauchumfang anzugleichen.
Zu dieser Lederhose werden normalerweise spezielle Träger verwendet, die mit Hilfe von Schnallen auf die richtige Länge eingestellt werden können. Für einen festeren Griff und um das Abrutschen der Schulterbänder zu verhindern, sind sie vorne auf der Brust mit einem – üblicherweise mit einem (gelegentlich aufgeklebten weißen) Hirsch- oder Edelweißmotiv ausgestatteten – breiten, oft aus etwas härterem Material angefertigten ovalen Quersteg verbunden, und werden sie hinten überkreuz angeknöpft. Die zwei Knöpfe für den Latz und die vier identischen für die Träger sind zur extra Verstärkung mit kleinen Lederbändchen an der Hose befestigt.
Dank der durch dieses Überkreuzen auf dem Rücken ziemlich eng zusammengerückten Träger reicht, als weitere Besonderheit dieses Modells, die Lederhose hinten meist deutlich höher als vorne, während sich vorne, wenn man gerade steht, wie die Bilder zeigen, der Knopflatz zwischen den (dank dem Quersteg viel weiter auseinanderliegenden) Trägern eher etwas nach unten senkt. Überhaupt ist die Passform der Lederhose in dem Sinne unüblich, dass sie, in der Nachfolge der Trachtenlederhosen, im Vergleich mit etwa einer Jeanshose ein gutes Stück nach oben verlängert worden ist und die Oberkante demzufolge bis an die Rippen heranreicht. Der Ursprung dessen liegt wohl darin, dass die Lederhose auf dem Land einmal Arbeitskleidung war, und auf diese Weise vermieden werden konnte, dass bei der Ernte Getreide u. Ä. in die Hose gelangen konnte, indem, wenn man sich bückte, jetzt der verlängerte Latz sich automatisch gegen die unterste Rippe legte und somit die andernfalls entstehende 'Lücke' zwischen Hose und Bauch fast nahtlos abschloss.

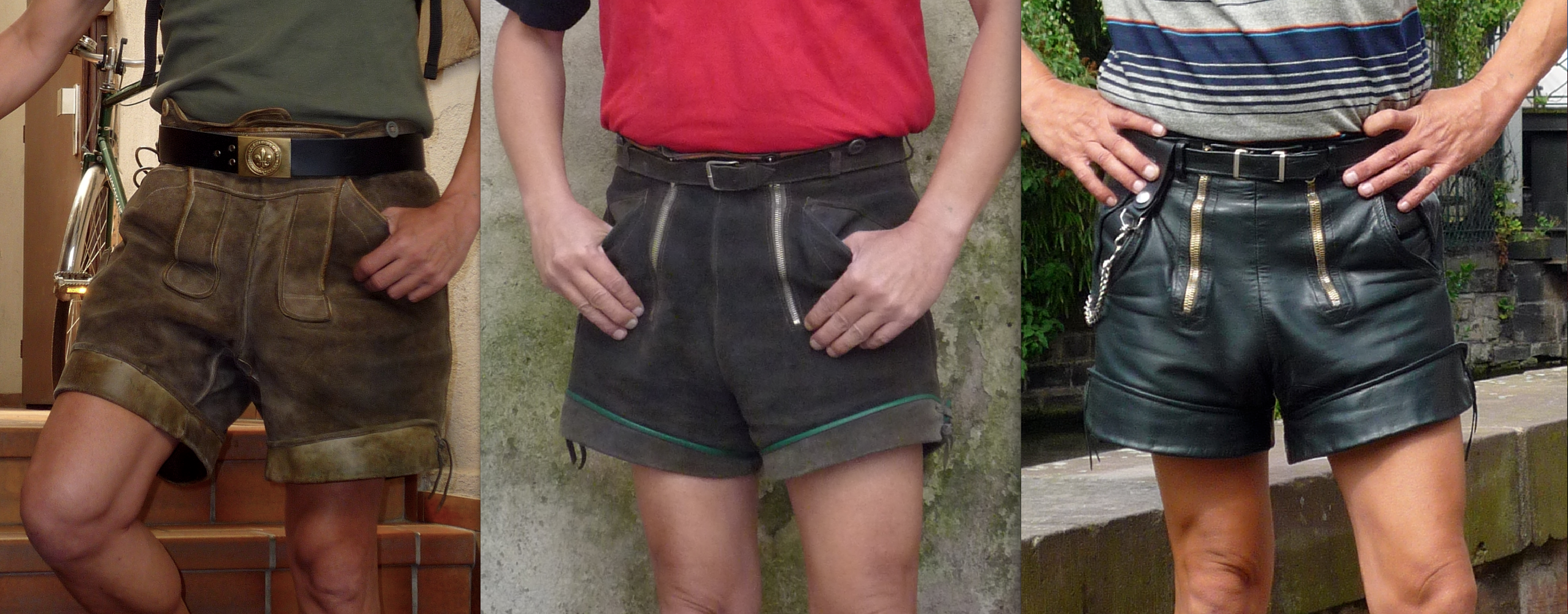
Lederhosen aus den 50er Jahren

Ab den 1950er Jahren wurde daneben vor allem im Norden Deutschlands ein moderneres Modell der Lederhose üblich, oft aus dunkelgrünem oder schwarzem Glattleder, bei dem am Latz zwei Reißverschlüsse die zwei traditionellen Knöpfe ersetzten; als beinlange Lederhose ist dieses Modell auch als Zimmermannshose bekannt. Statt der traditionellen Träger wurde dabei meist ein Gürtel verwendet. Im Süden hielt sich das klassische Modell mit Knopflatz und Trägern wegen der konzeptionellen Nähe zur Trachtenlederhose wohl auch für Jugendliche etwas länger. Viele Kinder trugen auch in der Schule Lederhosen, nicht nur in Deutschland und Österreich, sondern auch in Südtirol in Norditalien.
Seit den 1970er Jahren wird die schlichte, kurze Lederhose meist nur noch von Pfadfindern getragen, in der Regel in der moderneren Variante in Rohleder (weniger in Glattleder) mit Doppelreißverschluss und fast immer mit Gürtel, nur höchst selten noch mit Trägern. Bei vielen Pfadfindergruppen gehört sie bis heute zum festen Bestandteil der Tracht, ohne es zu einem Bestandteil der „vorgeschriebenen“ Kluft gebracht zu haben.